# كسري كوردون
كسري كوردون (باليونانية: ἠ Ξερίγορδος)‏ ، أو كسري كوردوس ، كانت قلعة في الأناضول ( تركيا اليوم) وكانت بمثابة أثر تاريخي لحصار كسري كوردون الذي يعود تاريخه إلى حملة الفقراء الصليبية عام 1096م. تؤكد السجلات المعاصرة أن القلعة كانت تقع على تلة  وأن مصدر المياه فيها يأتي من بئر ماء ونبع خارج الجدران مُباشرة. لم يتم تحديد الموقع الدقيق إلى الآن.
كتب ألبرت إيكس أن الموقع على بعد ثلاثة أميال من نيقية (تقريباً). 
الاسم اليوناني هو كسري كوردوس والمعروف فقط من كتاب أليكسياد للأميرة والمؤرخة البيزنطية آنا كومنينا، حيث يكون في رواية Gesta Dei per Francos ، مكتوبًا باللاتينية ، يدعو القلعة بأسم Exorogorgum ويضعها في رحلة تستغرق أربعة أيام خارج نيقية. تم تحديده مبدئيًا مع الموقع الحديث المعروف باسم Eskikale («القلعة القديمة» بالتركية ).  

## تاريخ المنطقة
في أواسط شهر أيلول (سپتمبر) 1096م، تجاسر عدَّة آلاف من الفرنجة بِالتوغُّل حتَّى بوَّابات مدينة نيقية، وهي عاصمة سلاجقة الروم آنذاك، فخرَّبوا القُرى الواقعة في الجوار وارتكبوا بعض المذابح، فأرسل إليهم السُلطان قلج أرسلان بن سُليمان فصيلةً لِقمعهم، لكنَّها انسحبت عائدةً إلى العاصمة السُلجُوقيَّة بعد قتالٍ مرير. ثُمَّ عاد الصليبيُّون إلى «سيڤيتوت» حيثُ باعوا الأسلاب لِرفاقهم ولِلبحَّارة الروم الذين كانوا بِجوار المُعسكر. ورأى الألمان ما صادفه الفرنجة من النجاح في غزوتهم هذه، فثارت لديهم نوازع الغيرة وتملَّكتهم الرغبة في مُجاراتهم في السلب والنهب، فانطلقت في أواخر الشهر سالف الذِكر حملة بِقيادة رينالد النورماني قوامها حوالي ستة آلاف رجل وجاوزوا نيقية ناهبين مُخرِّبين، على أنَّهم أبقوا على الأهالي النصارى ولم يتعرَّضوا لهم، وكان في تلك الناحية - وعلى بُعد أربعة أميالٍ من نيقية نفسها - مدينةٌ حصينة تقع على سطح إحدى التلال، تُعرف عند الروم بِـ«إكسيريگوردوس» فهاجمها الألمان أعنف هُجُوم واستولوا عليها رُغم استبسال أهلها في مُقاومتهم، لكنَّهم فتكوا بهم وملكوا كُلَّ ما في البلد، ثُمَّ أعجبهم جمال الناحية وغناها، فحصَّنوها تحصينًا قويًّا، وعقدوا العزم على البقاء هُناك حتَّى يصل الأُمراء والقادة من الغرب، واتخذوها قاعدة انطلاقٍ لِلإغارة على الأراضي الزراعيَّة المُجاورة، وحرَّفوا اسمها فصار يُلفظ «إكسيريگوردون» (باللاتينية: Xerigordon) أو «إكسوروگورگوم» .
أثارت هذه التعديات حفيظة السُلطان قلج أرسلان، فأرسل أحد كبار قادته العسكريين، المدعو «إيلخانوس»، على رأس جيشٍ كبيرٍ لِاسترداد القلعة، فضرب الحصار عليها يوم 9 شوَّال 489هـ المُوافق فيه 29 أيلول (سپتمبر) 1096م، ومنع عنها الماء بعد أن استولى على النبع والبئر اللذين يُغذيانها، فاستبدَّ اليأس بِالمُحاصرين لِدرجة أنهم اضطرُّوا إلى امتصاص الرُطُوبة من الأرض، وقطعوا شرايين وأوردة خُيُولهم وحميرهم لِيشربوا دمائها، بل وشربوا بول بعضهم البعض، وحاول قساوستهم عبثًا تهدئتهم وتشجيعهم. وبعد ثمانية أيَّام من المُعاناة قرَّر رينالد النورماني الاستسلام، وفتح البوَّابات، وأعلمه السلاجقة أنَّ الحالة الوحيدة التي لن تُهدر فيها دماء الصليبيين هي إن اعتنقوا الإسلام، فقبل رينالد وجماعة من أتباعه وأشهروا إسلامهم، فساقهم السلاجقة إلى أنطاكية وحلب وبعيدًا داخل خُراسان، وقُتل كُلُّ من بقي على دينه من المُحتلين الغربيين. وفي أوائل تشرين الأوَّل (أكتوبر) من السنة سالِفة الذِكر، وصلت أنباء استيلاء الألمان على حصن «إكسيريگوردوس» إلى المُعسكر الصليبي في «سيڤيتوت»، ولجأ السلاجقة إلى خطَّةٍ ذكيَّةٍ كي يستدرجوا أهل الحصن إلى كمينٍ سبق إعداده وإبادتهم، فأرسل السُلطان اثنين من جواسيسه أشاعا بِأنَّ الألمان استولوا على نيقية نفسها وغاصوا في الأسلاب يغترفونها. أثارت تلك الشائعة نشوةً صاخبةً في المُعسكر الصليبي، وتصايح الجُنُود مُطالبين السماح لهم بِالسير إلى نيقية، وكاد الأمر أن يقع فعلًا لولا أن وصلت الأنباء الحقيقيَّة، ومفادها أنَّ الألمان هلكوا عن بُكرة أبيهم على يد المُسلمين، فتحوَّلت النشوة الصاخبة إلى ذُعر، واجتمع قادة الجيش لِلتشاور فيما يُمكن عمله بعد ذلك.